# Kolorowa Tolerancja

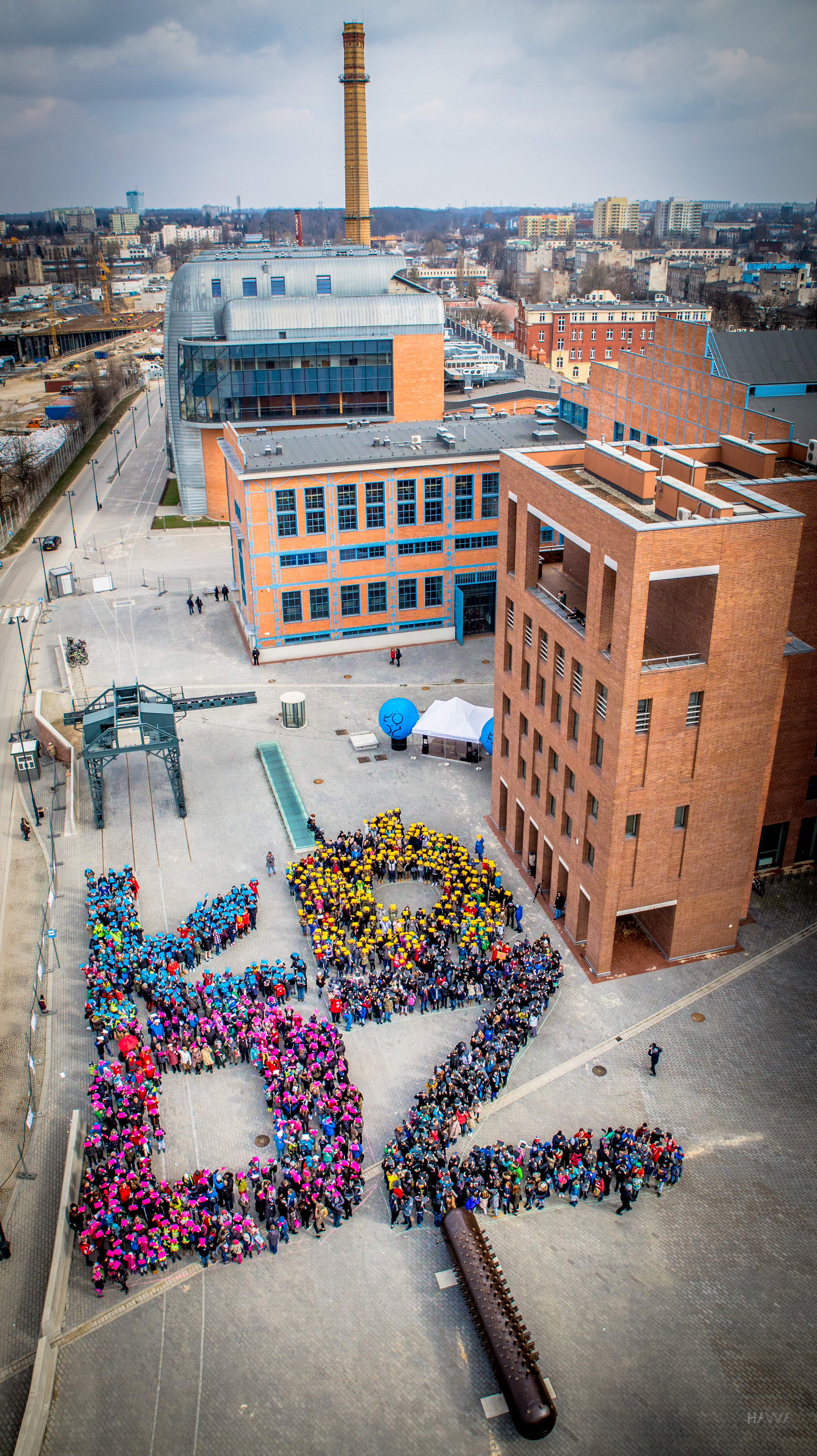
Finał „Kolorowej Tolerancji” w 2016 w EC1

Kolorowa Tolerancja – cykliczna, coroczna akcja prowadzona w Łodzi od 2000. Ma na celu przeciwstawianie się nietolerancji, ksenofobii i wandalizmowi.
Podczas „Kolorowej Tolerancji” zamalowywane są obraźliwe napisy na murach, organizowany jest przemarsz ulicą Piotrkowską, odbywają się spotkania z przedstawicielami różnych narodowości, wyznań i kultur. Organizowane są projekcje filmów, a w mieście otwarte są wszystkie świątynie, w których prowadzone są prelekcje. W akcji corocznie bierze udział młodzież szkolna, studenci, dziennikarze, politycy, urzędnicy, oraz liczne organizacje pozarządowe.
Pomysłodawcą „Kolorowej Tolerancji” jest Joanna Podolska, dziennikarka łódzkiej redakcji „Gazety Wyborczej”. Organizowana przez działające w Łodzi Stowarzyszenie Instytut Tolerancji.